# Operophtera relegata
Operophtera relegata är en fjärilsart som beskrevs av Louis Beethoven Prout 1908. Operophtera relegata ingår i släktet Operophtera och familjen mätare. Inga underarter finns listade i Catalogue of Life.